# Werner Klütsch
Werner Klütsch (* 15. Januar 1924 in Wetzdorf) ist ein ehemaliger deutscher Politiker (DBD). Er bekleidete mehrere Funktionen in der DBD und war Abgeordneter der Volkskammer der DDR.

## Leben
Klütsch, Sohn eines Landarbeiters, besuchte die Volksschule in Wetzdorf, absolvierte zwischen 1938 und 1940 eine Ausbildung in der Landwirtschaft. 1940/1941 besuchte er die Winterschule in Camburg. 1941/1942 absolvierte er eine Landwirtschaftslehre in Lichterfelde bei Osterburg. Zum 1. September 1942 trat er der NSDAP bei (Mitgliedsnummer 9.240.411). Ab 1942 leistete er Kriegsdienst und geriet in Kriegsgefangenschaft. Von 1949 bis 1955 arbeitete Klütsch als Traktorist in der Maschinen-Traktoren-Station Schkölen (Kreis Eisenberg). 1951 nahm er an einem Speziallehrgang für Tierzucht in Beinrode teil. 1956 qualifizierte er sich zum Staatlich geprüften Landwirt und war ab 1955 Zweiter Vorsitzender der LPG „XIX. Parteitag der KPdSU“ in Arnstadt.
1950 trat Klütsch der DBD bei. 1951 wurde er Mitglied des FDGB, der Vereinigung der gegenseitigen Bauernhilfe und der Gesellschaft für Deutsch-Sowjetische Freundschaft. 1952/1953 war er Kreisvorsitzender der DBD in Eisenberg, Mitglied des Kreistages und des Rates des Kreises Eisenberg. Von 1952 bis 1954 fungierte er als Zweiter Vorsitzender und 1954/1955 als kommissarischer Vorsitzender des Bezirksvorstandes Gera der DBD. 1954 wurde er Abgeordneter des Bezirkstages Gera und Mitglied der Ständigen Kommission für Landwirtschaft. Ab 1957 war Klütsch Stadtverordneter und Mitglied des Rates der Stadt Arnstadt sowie Mitglied des Kreissekretariats und des Kreisvorstandes Arnstadt der DBD. Von 1958 bis 1963 war er Abgeordneter der Volkskammer und Mitglied ihres Mitglied des Gnadenausschusses, ab 1963 Mitglied des Bezirkstages Erfurt.

## Auszeichnungen in der DDR
- Ehrennadel der Nationalen Front des demokratischen Deutschland (1954).